# Redon, Ille-et-Vilaine
Redon là một xã trong tỉnh Ille-et-Vilaine, thuộc vùng hành chính Bretagne của nước Pháp, có dân số là 9499 người (thời điểm 1999).

## Dân số
Người dân ở Redon được gọi là Redonnais.
| Năm | 1962  | 1968  | 1975  | 1982  | 1990  | 1999  | 2006   |
| --- | ----- | ----- | ----- | ----- | ----- | ----- | ------ |
| Dân số | 8 876 | 9 363 | 9 649 | 9 170 | 9 260 | 9 499 | 10 545 |
| From the year 1962 on: No double counting—residents of multiple communes (e.g. students and military personnel) are counted only once. |       |       |       |       |       |       |        |

## Liên kết ngoài

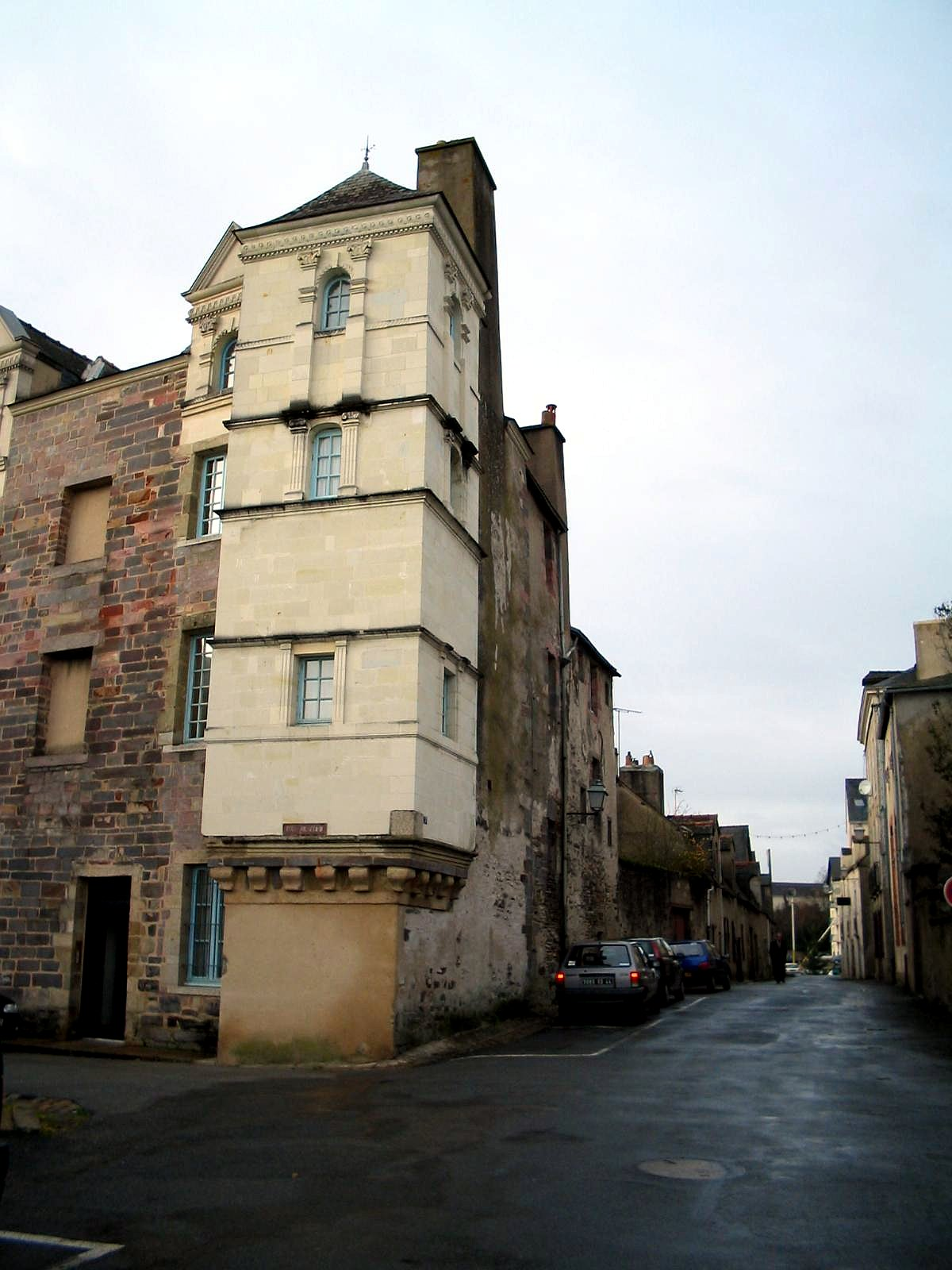
A street in Redon

## Các thành phố kết nghĩa
- Goch, Đức
- Andover, Vương quốc Anh